# إساياس بيرالتا
إساياس بيرالتا (بالإسبانية: Isaías Peralta)‏ هو لاعب كرة قدم تشيلي في مركز الوسط، ولد في 21 أغسطس 1987 في سانتياغو في تشيلي. شارك مع منتخب تشيلي تحت 20 سنة لكرة القدم. أما مع النوادي، فقد لعب مع ديبورتيس إيكيكي ويونيون إسبانيولا.

## وصلات خارجية
- إساياس بيرالتا على موقع الاتحاد الدولي (مؤرشف)  (الإنجليزية)
- إساياس بيرالتا على موقع قاعدة بيانات كرة القدم.إي يو (الإنجليزية)
- إساياس بيرالتا على موقع Soccerway.com (الإنجليزية)
- إساياس بيرالتا على موقع عالم كرة القدم.نت (الإنجليزية)